# Masta Ace
Masta Ace, geboren als Duval Clear (New York, 4 december 1966), is een Amerikaans rapper. Hij maakte deel uit van de Juice Crew die onder meer het nummer "The Symphony" uitbracht. Zijn solodebuutalbum werd op 24 juli 1990 uitgebracht op het label Cold Chillin' Records. In het begin van de jaren negentig vormde hij zijn eigen hiphopgroep, Masta Ace Incorporated, ook wel The I.N.C. genoemd. Hiermee nam hij de albums SlaughtaHouse (1993) en Sittin' on Chrome (1995) op.

## Discografie
- Take a Look Around (1990)
- SlaughtaHouse (1993)
- Sittin' on Chrome (1995)
- Disposable Arts (2001)
- A Long Hot Summer (2004)
- The Show (2008, met eMC)
- Arts & Entertainment (2009, met Edo G)
- MA Doom: Son of Yvonne (2011, met MF Doom)
- The Falling Season (2016)
- A Breukelen Story (2018)